# Rob Terry
Robert Terry (né le 30 avril 1980 à Swansea au Pays de Galles) plus connu sous le nom de Rob Terry est un catcheur gallois. Il est principalement connu pour son travail à la Total Nonstop Action Wrestling où il a détenu le championnat global.

## Jeunesse
Terry a fait du culturisme avant de s'engager dans le catch et son résultat le plus marquant est sa victoire au championnat du monde de Musclamania en 2006

## Carrière de catcheur

### World Wrestling Entertainment (2007-2008)
Après s'être entraîné dans une école de catch au pays de Galles, Terry signe un contrat avec la World Wrestling Entertainment (WWE) en 2007 et a été affecté à la Florida Championship Wrestling, le club-école de la WWE pour parfaire son apprentissage. Il prend le nom de ring de Big Rob et devient le garde du corps de Nick Nemeth. Le 1er décembre, il participe à son premier combat avec Nemeth et ensemble ils l'emportent sur Bryan Kelly et Robert Anthony (en). Le 5 février 2008, il perd son premier match simple face à Mighty Mikey. En août, la WWE décide de mettre fin à son contrat.

### Circuit indépendant (2008-2009)
Après son renvoi, il a continué son apprentissage à la Team 3D Academy, l'école de catch qu'a fondé Bully Ray et Devon, et a lutté à l'American Combat Wrestling en Floride,. 

### Total Nonstop Action Wrestling (2009-2015)

#### British Invasion et World Elite (2009-2010)

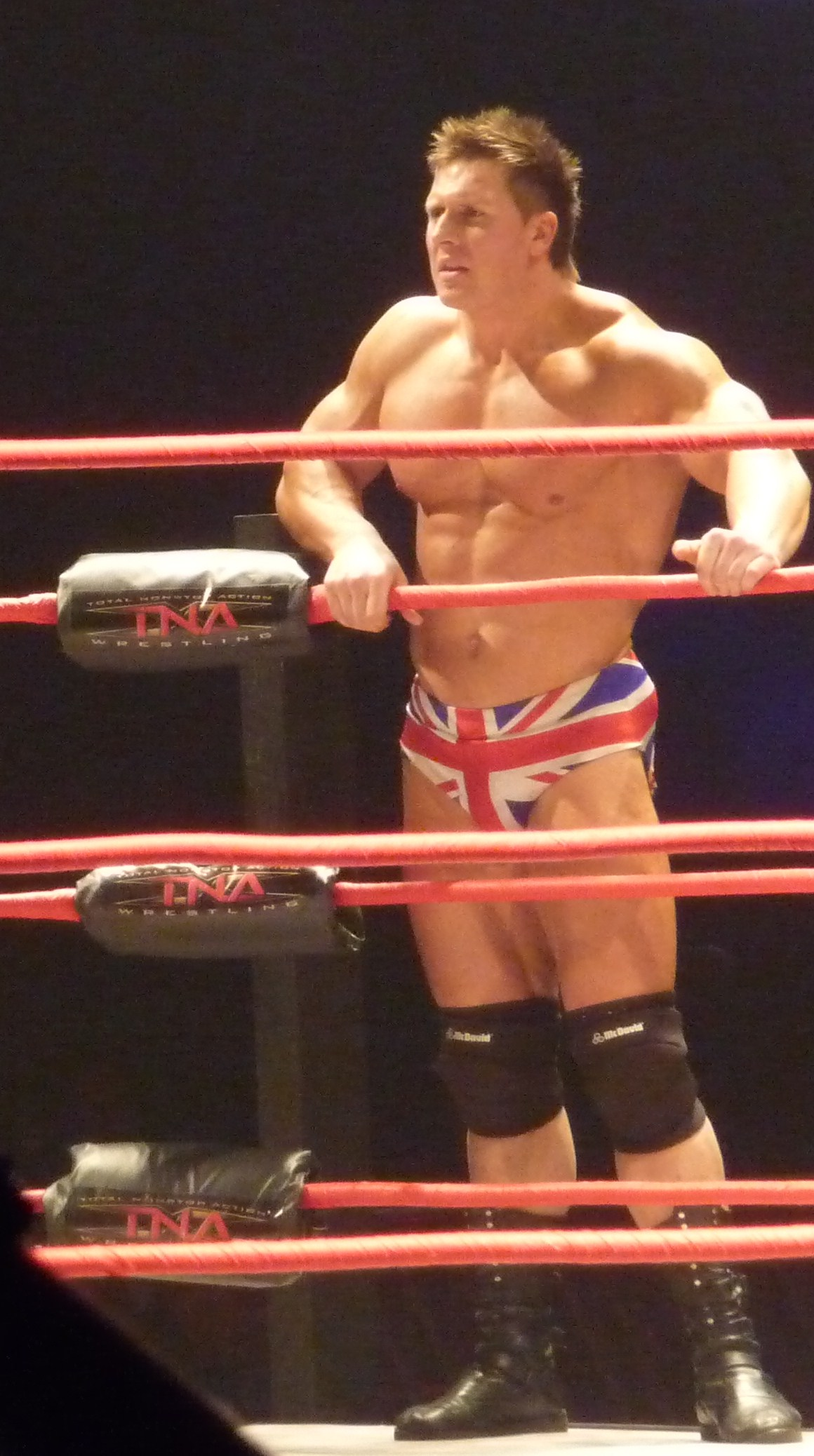
Terry lors d'un show en janvier 2010

En février 2009, Terry signe un contrat de deux ans avec la Total Nonstop Action Wrestling (TNA). Il forme avec Brutus Magnus et Douglas Williams l'équipe The British Invasion dont il est le garde du corps. L'équipe participe au Team 3D Invitational Tournament. Pour leur premier match dans ce tournoi, le trio a attaqué Hernandez avant leur match face à The Latin American Xchange volant les deux mallettes du Feast or Fired, celle pour le championnat du monde poids-lourds et celle du championnat de la division X. Cela a aussi facilité la tâche à Brutus Magnus et Douglas Williams car ce match par équipe s'est transformé en match à handicap pour Homicide qui n'a pas pu empêcher la victoire des britanniques. À la suite du vol des mallettes, British Invasion a désigné Terry comme étant le propriétaire de celle donnant droit à un match pour le championnat du monde poids-lourds.
Il participe à son premier match au sein de cette fédération le 23 juillet dans un match par équipe où avec British Invasion, Kiyoshi et Sheik Abdul Bashir ils ont vaincu Beer Money, Inc. (Bobby Roode et James Storm), A.J. Styles, Christopher Daniels et Eric Young grâce à ce dernier qui a décidé de trahir son équipe en portant un piledriver sur Styles. La semaine suivante, British Invasion s'allie officiellement avec Young, Kiyoshi et Sheik Abdul Bashir pour former World Elite. Le 6 août, World Elite s'allie avec la Main Event Mafia (MEM) et ce soir là Terry, Williams, Booker T et Scott Steiner ont remporté leur match face à Beer Money, Inc. et la Team 3D (Brother Ray et Brother Devon). Dix jours plus tard à Hard Justice, il perd la mallette du Feast or Fired qui donne le droit à un match pour le championnat poids-lourds face à Hernandez dans un match qui n'a duré que quelques secondes. Le 20 septembre à No Surrender, il accompagne Magnus et Doug Williams dans le Lethal Lockdown match et attaque Brother Raymais cela n'a pas empêché la défaite de British Invasion et la MEM face à la Team 3D et Beer Money, Inc..
Le 5 novembre, Terry fait équipe avec le champion Television de la TNA Eric Young et ensemble ils perdent face à Beer Money, Inc. à la suite d'un coup de ceinture de Young esquivé par James Storm mais que Terry a reçu. Deux semaines plus tard, Terry fait perdre un match opposant Brutus Magnus, Doug Williams, Kiyoshi et Sheik Abdul Bashir à Beer Money, Inc. et les Motor City Machine Guns (Alex Shelley et Chris Sabin) en frappant Magnus. La tension au sein du groupe a continué à monter après leur défaite face à Chris Sabin le 10 décembre dans un match à handicap où Williams et Magnus frappent accidentellement Terry. Le 20 décembre à Final Resolution, il décroche la mallette du Feast or Fired lui donnant droit à un match pour le championnat de la division X à tout moment.
Le 21 janvier 2010, il donne sa mallette à Magnus au cours du match pour le championnat du monde par équipe face à Matt Morgan et Hernandez, mais Hernandez évite un coup de mallette qui heurte Doug Williams causant la défaite de British Invasion. Six jours plus tard au cours d'un spectacle non télévisé à Cardiff, il bat Eric Young et devient champion global de la TNA. Le lendemain, les trois hommes viennent après la défaite d'Amazing Red et Generation Me (Matt et Nick Jackson) et Terry attaque Red, qui est champion de la division X. Magnus le force ensuite de donner sa mallette du Feast or Fired à Doug Williams qui devient champion de la division X. Après une défaite de Terry et Brutus Magnus face à Beer Money Inc., Magnus tente de prendre le titre de son équipier avant d'être attaqué par Terry.

#### Global Champion (2010)

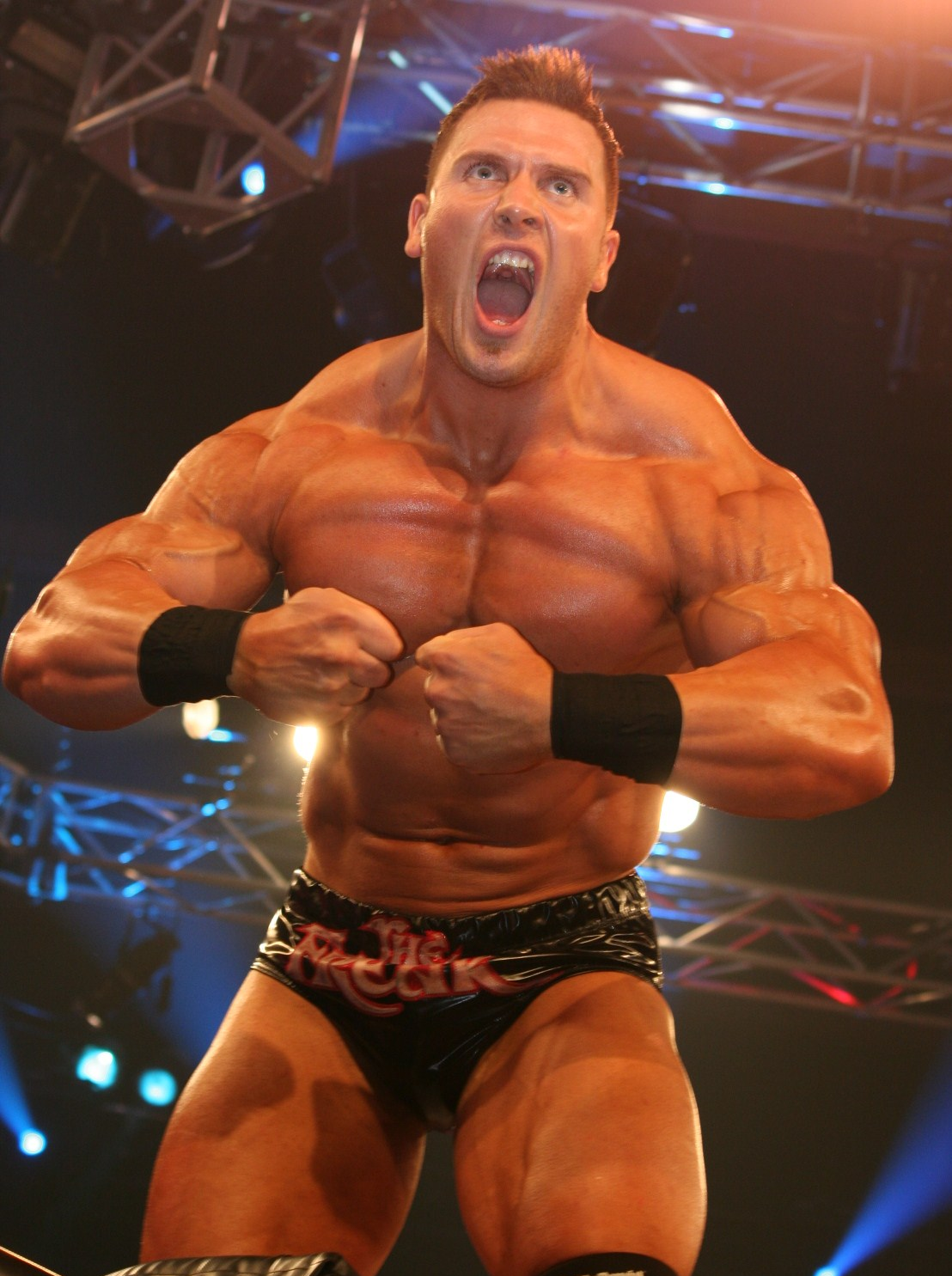
Terry lors d'Impact! fin 2010

Terry défend son championnat avec succès pour la première fois à la télévision le 25 février face à Mr Anderson, après une intervention de Kurt Angle. Depuis lors, Terry a continué à défendre le titre dans des squash matchs contre Douglas Williams, ainsi que Magnus à Destination X (2010). Le lendemain, il bat Tomko dans une défense de titre qui a duré 65 secondes. Lors de l'Impact du 5 avril, il adopte le surnom de "The Freak". Lors de l'Impact du 19 avril, il rejoint l'équipe Hogan et fait équipe avec Abyss, Jeff Jarrett et Samoa Joe pour vaincre l'équipe Flair (Sting, Desmond Wolfe, Robert Roode et James Storm) dans un eight-man tag team match. 
Lors de l'Impact du 22 juillet, il perd son titre contre A.J. Styles, ce qui met fin a son règne de 167 jours,.

#### Immortal (2010-2011)
Lors de l'Impact du 30 décembre, lui et A.J. Styles battent The British Invasion (Magnus et Douglas Williams).

#### Alliance avec Robbie E (2011-2012)
Lors de l'Impact Wrestling du 25 octobre, il perd contre Samoa Joe et ne remporte pas le TNA Television Championship.

#### Ohio Valley Wrestling (2012-2013)
Le 22 février, lui et Jessie Godderz battent Jason Wayne et Shiloh Jonze et remportent les OVW Southern Tag Team Championship. Le règne de l'équipe a pris fin le 7 avril lorsque Gödderz et Rudy Switchblade, qui a également été reconnu comme faisant partie des champions sous la " The Family Rule ", ont été vaincus par Anarquia et Raul LaMotta.
Le 1er décembre, il bat Crimson et remporte le OVW Heavyweight Championship pour la deuxième fois. Le 30 janvier 2013, il perd le titre contre Douglas Williams. Le 19 juin 2013, il bat Jay Bradley et devient challenger N°1 au OVW Heavyweight Championship. Le 6 juillet, lors de Saturday Night Special, il perd contre Jamin Olivencia et ne remporte pas le OVW Heavyweight Championship. Peu de temps après, il unit ses forces avec Marcus Anthony pour remporter le Nightmare Cup Tag Team Tournament 2013 et une chance pour les OVW Southern Tag Team Championship.

#### Wrestle-1, The Menagerie et Départ (2014-2015)
Dans leur premier match pour la promotion, lui et Jay Bradley battent Kaz Hayashi et Shūji Kondō. Terry est resté invaincu pendant toute la tournée, faisant équipe avec Jay Bradley pour gagner des Tag Team Matches contre Koji Kanemoto et Seiki Yoshioka, et Koji Kanemoto et Minoru Tanaka, et enfin en battant Jay Bradley dans trois Singles Matchs consécutifs.
Lors de Wrestle-1 's Kaisen: Outbreak, lui, Keiji Mutō et Taiyō Kea battent Samoa Joe, Masayuki Kōno et René Dupree.
En Avril 2014, Terry a fait son retour à la TNA dans le clan de Knux, travaillant sous un masque et sous nom de ring The Freak.
Lors de l'Impact Wrestling du 3 juillet, lui et Knux perdent contre The Wolves (Davey Richards et Eddie Edwards) dans un Triple Threat Tag Team match qui comportaient également  The BroMans (Jessie Godderz et DJ Z) et ne remportent pas les TNA World Tag Team Championship.Le 1er janvier, le profil de Terry a été déplacé à la section Alumni et The Freak a été retiré du profil de la Menagerie.

#### Circuit Indépendant (2014-...)
Le 25 septembre 2016, il fait ses débuts à la Diamond Stars Wrestling a Tokyo, Japon où lui et Masakatsu Funaki perdent contre Rob Conway et Matt Riviera dans un Two out of three falls match et ne remportent pas les NWA World Tag Team Championship. Le 23 février, lui et Kazushi Miyamoto battent Rob Conway et Matt Riviera et remportent les NWA World Tag Team Championship.

## Palmarès
- Britannia Wrestling Promotions
  - 1 fois PWI:BWP World Catchweight Championship

- Full Throttle Pro Wrestling
  - 1 fois FTPW Tag Team Championship avec Deimos (actuel)

- Go Wrestle
  - 1 fois Go Wrestle Powerweight Championship[47],[48]

- National Wrestling Alliance
  - 1 fois NWA World Tag Team Championship avec Kazushi Miyamoto

- Ohio Valley Wrestling
  - 2 fois OVW Heavyweight Championship
  - 1 fois OVW Television Championship
  - 1 fois OVW Southern Tag Team Championship avec Jessie Godderz
  - Nightmare Cup Tag Team Tournament (2013) avec Marcus Anthony[49]
  - 8e OVW Triple Crown Champion

- Total Nonstop Action Wrestling
  - 1 fois TNA Television Championship [50]
  - Feast or Fired (2009 – X Division Championship contrat)